# Delancey Street – Essex Street
Delancey Street – Essex Street – stacja metra nowojorskiego, na linii F, J, M oraz Z. Znajduje się w dzielnicy Manhattan, w Nowym Jorku i zlokalizowana jest pomiędzy stacjami Second Avenue, Marcy Avenue oraz East Broadway i Bowery. Została otwarta 16 września 1908.